# Championnats du monde juniors d'athlétisme 2022
Navigation
Édition précédente Édition suivante
La 19e édition des Championnats du monde juniors d'athlétisme se déroule du 1er au 6 août 2022 à Cali, en Colombie, au sein du Stade olympique Pascual-Guerrero.

## Organisation

### Sélection de la ville hôte
La ville de Cali est sélectionnée le 31 août 2020 lors du conseil de l'IAAF. Cali avait déjà accueilli les Championnats du monde de la jeunesse, en 2015.

### Site des compétitions
Les épreuves se déroulent au sein du Stade olympique Pascual-Guerrero, d'une capacité de 45 625 spectateurs.

## Participation
145 pays participent à ces championnats du monde juniors, contre 116 lors de l'édition précédente en 2021.

## Podiums

### Hommes
| Épreuves          | Or                                                                                        | Argent                                                                          | Bronze                                                                              |
| ----------------- | ----------------------------------------------------------------------------------------- | ------------------------------------------------------------------------------- | ----------------------------------------------------------------------------------- |
| 100 m             | Letsile Tebogo 9 s 91 (WU20R)                                                             | Bouwahjgie Nkrumie 10 s 02                                                      | Benjamin Richardson 10 s 12                                                         |
| 200 m             | Blessing Afrifah 19 s 96 [.954] (CR)                                                      | Letsile Tebogo 19 s 96 [.960] (CR)                                              | Calab Law 20 s 48                                                                   |
| 400 m             | Lythe Pillay 45 s 28                                                                      | Steven McElroy 45 s 65                                                          | Yusuf Ali Abbas 45 s 80                                                             |
| 800 m             | Ermias Girma 1 min 47 s 36                                                                | Heithem Chenithef 1 min 47 s 61                                                 | Ethan Hussey 1 min 47 s 65                                                          |
| 1 500 m           | Reynold Cheruiyot 3 min 35 s 83                                                           | Ermias Girma 3 min 37 s 24                                                      | Daniel Kimaiyo 3 min 37 s 43                                                        |
| 3 000 m           | Melkeneh Azize 7 min 44 s 06                                                              | Felix Korir 7 min 47 s 86                                                       | Edwin Kisalsak 7 min 49 s 82                                                        |
| 5 000 m           | Addisu Yihune 14 min 3 s 05                                                               | Merhawi Mebrahtu 14 min 3 s 33                                                  | Habtom Samuel 14 min 3 s 67                                                         |
| 110 m haies       | Antoine Andrews 13 s 23                                                                   | Malik Mixon 13 s 27                                                             | Matthew Sophia 13 s 34                                                              |
| 400 mètres haies  | İsmail Nezir 48 s 84                                                                      | Matic Ian Guček 48 s 91                                                         | Roshawn Clarke 49 s 62                                                              |
| 3 000 m steeple   | Samuel Duguna 8 min 37 s 92                                                               | Samuel Firewu 8 min 39 s 11                                                     | Salaheddine Ben Yazide 8 min 40 s 62                                                |
| 10 000 m marche   | Mazlum Demir 42 min 36 s 02                                                               | Ismail Ben Hammouda 42 min 42 s 49                                              | Hayrettin Yıldız 43 min 7 s 95                                                      |
| 4 × 100 m         | Japon Kowa Ikeshita Hiroto Fujiwara Shunki Tateno Hiroki Yanagita 39 s 35                 | Jamaïque Bouwahjgie Nkrumie Bryan Levell Mark-Anthony Daley Adrian Kerr 39 s 35 | États-Unis Laurenz Colbert Michael Gizzi Brandon Miller Johnny Brackins 39 s 57     |
| 4 × 400 m         | États-Unis Charlie Bartholomew Steven Mcelroy Ashton Schwartzman Will Sumner 3 min 4 s 47 | Jamaïque Jasauna Denni Delano Kennedy Shemar Palmer Shaemar Uter 3 min 5 s 72   | Canada Tyler Floyd Daniel Kidd Christopher Morales-Williams Ben Tilson 3 min 6 s 50 |
| Saut en hauteur   | Brandon Pottinger 2,14 m                                                                  | Brian Raats Bojidar Sarăboyoukov 2,10 m                                         | Non attribuée                                                                       |
| Saut à la perche  | Anthony Ammirati 5,75 m                                                                   | Juho Alasaari 5,60 m                                                            | Michał Gawend 5,45 m                                                                |
| Saut en longueur  | Erwan Konaté 8,08 m                                                                       | Alejandro Parada 7,91 m                                                         | Gabriel Luiz Boza 7,90 m                                                            |
| Triple saut       | Jaydon Hibbert 17,27 m                                                                    | Selva Thirumaran 16,15 m                                                        | Viktor Morozov 16,13 m                                                              |
| Lancer du poids   | Tarik Robinson-O'Hagan 20,73 m                                                            | Kobe Lawrence 20,58 m                                                           | Tizian Noah Lauria 20,55 m                                                          |
| Lancer du disque  | Marius Karges 65,55 m                                                                     | Mika Sosna 63,88 m                                                              | Mykhailo Brudin 63,30 m                                                             |
| Lancer du marteau | Ioannis Korakidis 79,11 m                                                                 | Max Lampinen 76,33 m                                                            | Iosif Kesidis 76,32 m                                                               |
| Lancer du javelot | Artur Felfner 79,36 m                                                                     | Max Dehning 77,24 m                                                             | Keyshawn Strachan 72,95 m                                                           |
| Décathlon         | Gabriel Emmanuel 7 860 pts                                                                | Jacob Thelander 7 770 pts                                                       | Elliot Duvert 7 622 pts                                                             |

### Femmes
| Épreuves          | Or                                                                                  | Argent                                                                              | Bronze                                                                              |
| ----------------- | ----------------------------------------------------------------------------------- | ----------------------------------------------------------------------------------- | ----------------------------------------------------------------------------------- |
| 100 m             | Tina Clayton 10 s 95                                                                | Serena Cole 11 s 14                                                                 | Shawnti Jackson N'Ketia Seedo 11 s 15                                               |
| 200 m             | Brianna Lyston 22 s 65                                                              | Jayla Jamison 22 s 77                                                               | Alana Reid 22 s 95                                                                  |
| 400 m             | Yemi Mary John 51 s 50                                                              | Damaris Mutunga 51 s 71                                                             | Rupal Choudhary 51 s 85                                                             |
| 800 m             | Roisin Willis 1 min 59 s 13 (CR)                                                    | Audrey Werro 1 min 59 s 53                                                          | Juliette Whittaker 2 min 0 s 18                                                     |
| 1 500 m           | Birke Haylom 4 min 4 s 27                                                           | Brenda Chebet 4 min 4 s 64                                                          | Purity Chepkirui 4 min 7 s 64                                                       |
| 3 000 m           | Betty Chelangat 9 min 1 s 03                                                        | Tsiyon Abebe 9 min 3 s 85                                                           | Nancy Cherop 9 min 5 s 98                                                           |
| 5 000 m           | Medina Eisa 15 min 29 s 71                                                          | Melnat Wudu 15 min 30 s 06                                                          | Prisca Chesang 15 min 31 s 17                                                       |
| 100 mètres haies  | Kerrica Hill 12 s 77                                                                | Alexis James 12 s 87                                                                | Anna Tóth 13 s 00                                                                   |
| 400 mètres haies  | Akala Garett 56 s 16                                                                | Hanna Karlsson 56 s 71                                                              | Michaela Rose 56 s 86                                                               |
| 3 000 m steeple   | Faith Cherotich 9 min 16 s 14                                                       | Sembo Almayew 9 min 30 s 41                                                         | Meseret Yeshaneh 9 min 42 s 02                                                      |
| 10 000 m marche   | Karla Serrano 46 min 24 s 35                                                        | Ai Ooyama 46 min 24 s 44                                                            | Ayane Yanai 46 min 43 s 07                                                          |
| 4 × 100 m         | Jamaïque Serena Cole Tina Clayton Kerrica Hill Tia Clayton 42 s 59                  | États-Unis Jayla Jamison Autumn Wilson Iyana Gray Shawnti Jackson 43 s 28           | Colombie María Alejandra Murillo Marlet Ospino Melany Bolaño Laura Martínez 44 s 59 |
| 4 × 400 m         | États-Unis Makenze Kelley Shawnti Jackson Akala Garrett Roisin Willis 3 min 28 s 06 | Jamaïque Dejanea Oakley Abigail Campbell Oneika McAnnuff Alliah Baker 3 min 31 s 59 | Royaume-Uni Yemi Mary John Jessica Astill Ophelia Pye Etty Sisson 3 min 31 s 86     |
| Saut en hauteur   | Karmen Bruus 1,95 m                                                                 | Britt Weerman 1,93 m                                                                | Angelina Topić 1,93 m                                                               |
| Saut à la perche  | Hana Moll 4,35 m                                                                    | Chiara Sistermann 4,30 m                                                            | Janne Sophie Ohrt 4,30 m                                                            |
| Saut en longueur  | Plamena Mitkova 6,66 m                                                              | Natalia Linares 6,59 m                                                              | Marta Amouhin Amani 6,52 m                                                          |
| Triple saut       | Sharifa Davronova 14,04 m                                                           | Sohane Aucagos 13,38 m                                                              | Tiona Boras 13,30 m                                                                 |
| Lancer du poids   | Miné de Klerk 17,17 m                                                               | Pinar Akyol 16,84 m                                                                 | Zuzanna Maślana 16,06 m                                                             |
| Lancer du disque  | Emma Sralla 56,15 m                                                                 | Despoina Filippidou 54,48 m                                                         | Miné de Klerk 53,54 m                                                               |
| Lancer du marteau | Rachele Mori 67,21 m                                                                | Paola Bueno Calvillo 62,74 m                                                        | Raika Murakami 61,45 m                                                              |
| Lancer du javelot | Adriana Vilagoš 63,52 m                                                             | Valentina Barrios 57,84 m                                                           | Manuela Rotundo 55,11 m                                                             |
| Heptathlon        | Saga Vanninen 6084 pts                                                              | Serina Riedel 5874 pts                                                              | Sandrina Sprengel 5845 pts                                                          |

### Mixte
| Épreuves  | Or                                                                                 | Argent                                                    | Bronze                                                                              |
| --------- | ---------------------------------------------------------------------------------- | --------------------------------------------------------- | ----------------------------------------------------------------------------------- |
| 4 × 400 m | États-Unis Charlie Batholomew Madison Whyte Will Sumner Kennedy Wade 3 min 17 s 69 | Inde Barath Sridhar Priya Mohan Kapil Rupal 3 min 17 s 76 | Jamaïque Jasauna Dennis Abigail Campbell Malachi Johnson Alliah Baker 3 min 19 s 98 |

## Tableau des médailles
Classement final.
| Rang  | Nation         | Or | Argent | Bronze | Total |
| ----- | -------------- | -- | ------ | ------ | ----- |
| 1     | États-Unis     | 7  | 4      | 4      | 15    |
| 2     | Jamaïque       | 6  | 7      | 3      | 16    |
| 3     | Éthiopie       | 6  | 5      | 1      | 12    |
| 4     | Kenya          | 3  | 4      | 4      | 10    |
| 5     | Afrique du Sud | 2  | 1      | 2      | 5     |
| 6     | Turquie        | 2  | 1      | 1      | 4     |
| 7     | France         | 2  | 1      | 0      | 3     |
| 8     | Allemagne      | 1  | 4      | 3      | 8     |
| 9     | Suède          | 1  | 2      | 1      | 4     |
| 10    | Finlande       | 1  | 2      | 0      | 3     |
| 11    | Japon          | 1  | 1      | 2      | 4     |
| 11    | Pays-Bas       | 1  | 1      | 2      | 4     |
| 13    | Botswana       | 1  | 1      | 0      | 2     |
| 13    | Bulgarie       | 1  | 1      | 0      | 2     |
| 13    | Grèce          | 1  | 1      | 0      | 2     |
| 13    | Mexique        | 1  | 1      | 0      | 2     |
| 17    | Royaume-Uni    | 1  | 0      | 2      | 3     |
| 18    | Bahamas        | 1  | 0      | 1      | 2     |
| 18    | Estonie        | 1  | 0      | 1      | 2     |
| 18    | Italie         | 1  | 0      | 1      | 2     |
| 18    | Serbie         | 1  | 0      | 1      | 2     |
| 18    | Ukraine        | 1  | 0      | 1      | 2     |
| 23    | Israël         | 1  | 0      | 0      | 1     |
| 23    | Ouzbékistan    | 1  | 0      | 0      | 1     |
| 25    | Colombie       | 0  | 2      | 1      | 3     |
| 25    | Inde           | 0  | 2      | 1      | 3     |
| 27    | Algérie        | 0  | 2      | 0      | 2     |
| 28    | Érythrée       | 0  | 1      | 1      | 2     |
| 29    | Cuba           | 0  | 1      | 0      | 1     |
| 29    | Slovénie       | 0  | 1      | 0      | 1     |
| 29    | Suisse         | 0  | 1      | 0      | 1     |
| 32    | Australie      | 0  | 0      | 2      | 2     |
| 32    | Pologne        | 0  | 0      | 2      | 2     |
| 34    | Bahreïn        | 0  | 0      | 1      | 1     |
| 34    | Brésil         | 0  | 0      | 1      | 1     |
| 34    | Canada         | 0  | 0      | 1      | 1     |
| 34    | Chypre         | 0  | 0      | 1      | 1     |
| 34    | Hongrie        | 0  | 0      | 1      | 1     |
| 34    | Maroc          | 0  | 0      | 1      | 1     |
| 34    | Ouganda        | 0  | 0      | 1      | 1     |
| 34    | Uruguay        | 0  | 0      | 1      | 1     |
| Total | Total          | 45 | 46     | 45     | 135   |